# 海石增二
HD 76728，即船底座c（c Carinae）又名CP-60 1243，SAO 250374、HR 3571，是一颗船底座的恒星，视星等为3.84，位于銀經277.65，銀緯-9.98，其B1900.0坐标为赤經8h 52m 46.8s，赤緯-60° -9.98′ 45″。